# Aldeanueva de San Bartolomé
Aldeanueva de San Bartolomé, més conegut com Aldeanovita, és un municipi de la província de Toledo a la comunitat autònoma de Castella-La Manxa. Limita amb Villar del Pedroso a la província de Càceres i La Estrella, El Campillo de la Jara i Mohedas de la Jara a la de Toledo.

## Demografia
| 1996 | 1998 | 1999 | 2000 | 2001 | 2002 | 2003 | 2004 | 2005 | 2006 |
| ---- | ---- | ---- | ---- | ---- | ---- | ---- | ---- | ---- | ---- |
| 650  | 623  | 618  | 596  | 578  | 571  | 539  | 527  | 517  | 530  |

## Administració
| Període      | Nom de l'alcalde/-essa     | Partit polític | Data de possessió |
| ------------ | -------------------------- | -------------- | ----------------- |
| 1979 - 1983  | Félix Alonso Farao         | PSOE           | 19/04/1979        |
| 1983 - 1987  | Félix Alonso Farao         | PSOE           | 28/05/1983        |
| 1987 - 1991  | Félix Alonso Farao         | PSOE           | 30/06/1987        |
| 1991 - 1995  | Florencio Palomo Sánchez   | PSOE           | 15/06/1991        |
| 1995 - 1999  | Fermín Rodríguez Sánchez   | PSOE           | 17/06/1995        |
| 1999 - 2003  | Carlos Gustavo Gómez López | Independent    | 03/07/1999        |
| 2003 - 2007  | Ángel de Bodas López       | PSOE           | 14/06/2003        |
| 2007 - 2011  | Ángel de Bodas López       | PSOE           | 16/06/2007        |
| 2011 - 2015  | n/d                        | n/d            | 11/06/2011        |
| 2015 - 2019  | n/d                        | n/d            | 13/06/2015        |
| 2019 - 2023  | n/d                        | n/d            | 15/06/2019        |
| Des del 2023 | n/d                        | n/d            | 17/06/2023        |